# Paratropididae
Paratropididae Simon, 1889 è una famiglia di ragni appartenente all'infraordine Mygalomorphae.

## Etimologia
Il nome deriva dal greco παρά, parà cioè che somiglia, che è simile, e τροπιδείον, tropidèion, cioè carena, per la conformazione dell'opistosoma, ed il suffisso -idae, che designa l'appartenenza ad una famiglia.

## Caratteristiche
Questa famiglia di ragni ha molte affinità con gli appartenenti alla famiglia Theraphosidae, detti anche tarantole.

## Distribuzione
Sono diffusi nell'America centro-meridionale, nell'area che va dalla Costa Rica al Perù e al Brasile.

## Tassonomia
Attualmente, a novembre 2020, si compone di 4 generi e 16 specie;
La suddivisione in sottofamiglie segue quella dell'entomologo Joel Hallan.
- Paratropidinae Simon, 1889
  - Anisaspis Simon, 1891

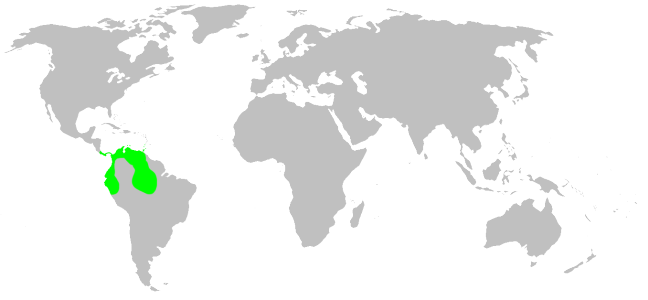
Paratropididae, distribuzione

    - Anisaspis camarita Perafán, Galvis & Pérez-Miles, 2019 - Colombia
    - Anisaspis tuberculata Simon, 1891 - Isole Saint Vincent e Grenadine

  - Anisaspoides F. O. P-Cambridge, 1896
    - Anisaspoides gigantea F. O. P.-Cambridge, 1896 - Brasile

  - Paratropis Simon, 1889
    - Paratropis elicioi Dupérré, 2015 - Ecuador
    - Paratropis florezi Perafán, Galvis & Pérez-Miles, 2019 - Colombia
    - Paratropis otonga Dupérré & Tapia, 2020 - Ecuador
    - Paratropis papilligera F. O. P.-Cambridge, 1896 - Brasile
    - Paratropis pristirana Dupérré & Tapia, 2020 - Ecuador
    - Paratropis sanguinea Mello-Leitão, 1923 - Brasile
    - Paratropis scruposa Simon, 1889 - Perù
    - Paratropis seminermis Caporiacco, 1955 - Venezuela
    - Paratropis tuxtlensis Valdez-Mondragón, Mendoza & Francke, 2014 - Messico

  - Stormtropis Perafán, Galvis & Pérez-Miles, 2019
    - Stormtropis colima Perafán, Galvis & Pérez-Miles, 2019 - Colombia
    - Stormtropis muisca Perafán, Galvis & Pérez-Miles, 2019 - Colombia
    - Stormtropis paisa Perafán, Galvis & Pérez-Miles, 2019 - Colombia
    - Stormtropis parvum Perafán, Galvis & Pérez-Miles, 2019 - Colombia

## Generi trasferiti
- Melloina Brignoli, 1985[3].